# تيرويه
كان تيرويه أحد كبار قادة الجيش الإمبراطوري الساساني الذين شاركوا في معركتي القادسية وجلولاء وهذه الآخيرة قتل فيها. بعد وفاة كسرى الثاني، حدثت صاراعات وحروب أهلية في إيران، كان تيرويه عضوًا في الحلف البهلوي الذي كان يدعم يزدجرد الثالث.
بعد هزيمة الجيش الساساني في حرب القادسية عاد تيرويه إلى طيسفون، ثم قاتل مع العرب في حرب جلولاء إلى جانب مهران الرازي وقتل في تلك الحرب.